# فاليري مينديز
فاليري مينديز (بالإنجليزية: Valerie Mendes)‏ هي كاتبة للأطفال وكاتِبة بريطانية، ولدت في 1939 في باكينغهامشير في المملكة المتحدة.